# قاي باورز
قاي باورز (بالإنجليزية: Guy Bowers)‏ هو لاعب اتحاد الرغبي نيوزيلندي، ولد في 5 نوفمبر 1932 في مقاطعة نورثلاند في نيوزيلندا، وتوفي في 11 يونيو 2000 في نيوزيلندا.

## وصلات خارجية
- قاي باورز عل موقع إسبنسكروم (الإنجليزية)